# Мала Весь (Радомщанський повіт)
Мала Весь (пол. Mała Wieś) — село в Польщі, у гміні Житно Радомщанського повіту Лодзинського воєводства.
Населення — 266 осіб (2011).
У 1975-1998 роках село належало до Ченстоховського воєводства.

## Демографія
Демографічна структура станом на 31 березня 2011 року:
|          | Загалом | Допрацездатний вік | Працездатний вік | Постпрацездатний вік |
| -------- | ------- | ------------------ | ---------------- | -------------------- |
| Чоловіки | 137     | 25                 | 88               | 24                   |
| Жінки    | 129     | 26                 | 60               | 43                   |
| Разом    | 266     | 51                 | 148              | 67                   |